# Hipólito Ramos
Hipólito Ramos Martínez (30 gennaio 1956) è un ex pugile cubano.

## Palmarès

### Olimpiadi
- 1 medaglia:
  - 1 argento (Mosca 1980 nei pesi mosca leggeri)